# Détroit Etolin
Pour les articles homonymes, voir Etolin.

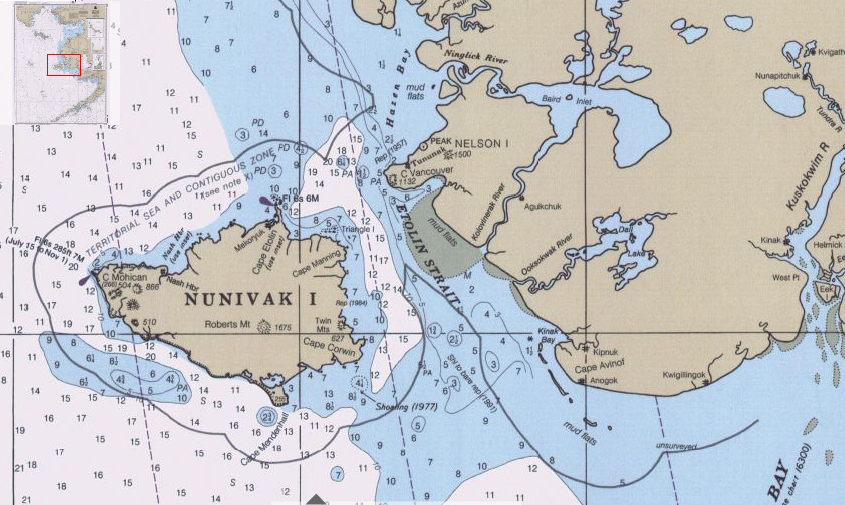
Détroit Etolin

Le détroit Etolin est un détroit d'Alaska, aux États-Unis situé dans la région de recensement de Bethel.

## Description
Il est situé entre l'île Nunivak et L'île Nelson à l'ouest et le continent à l'est. Il est limité par le cap Etolin au nord-ouest et le cap Corwin au sud-ouest, par le cap Vancouver sur l'île Nelson au nord-est et le cap Avinol, sur le continent au sud-ouest.
Ce détroit relie la baie Kuskokwim et la mer de Béring. Il est long de 60 milles (97 km) et large de 30 milles (48 km) à 50 milles (80 km). Les marées y sont très fortes.
Son nom lui a été donné en l'honneur d'Adolf Etolin, administrateur et explorateur de la Compagnie russe d'Amérique.